# Radfahr-Aufklärungs-Brigade Norwegen
Die Radfahr-Aufklärungs-Brigade Norwegen (Radf.Aufkl.Brig. Norwegen) war eine deutsche Aufklärungs-Brigade im Zweiten Weltkrieg.

## Geschichte
Die Radfahr-Aufklärungs-Brigade Norwegen wurde im Juli 1944 in Norwegen aufgestellt und war durch die Umbenennung aus dem im April 1944 aus den Aufklärungs-Abteilungen 95 (von der 3. Gebirgs-Division) und 233 (von der 196. Infanterie-Division), jeweils mit vier Kompanien, gebildeten Radfahr-Aufklärungs-Regiment Norwegen (Radf.Aufkl.Rgt. Norwegen) entstanden.
Der Truppenteil war in Lappland und später in Norwegen eingesetzt. Bereits am 27. März 1944 wurde vom Armeeoberkommando der 20. Gebirgs-Armee befohlen, das zum 1. April aufzustellende Radf.Aufkl.Rgt. Norwegen sofort nach Ivalo vorzuziehen. Die Unterstellung erfolgte unter die 20. Gebirgs-Armee. Von November 1944 bis Januar 1945 war hier die Brigade zur Verfügung gesetzt. Ab Februar 1945 war die 20. Gebirgs-Armee dann bei der Armeeabteilung Narvik.
Im Februar 1945 erfolgte eine Umbildung der Brigade, wobei die Gliederung nun eine I. und II. Abteilung mit je 5 Schwadronen und ein 11. Sturm-Schwadron und 12. Geschütz-Schwadron vorsah.
Aufgrund des allgemein schlechten Zustandes der Verbände in Norwegen im Jahr 1945, deren Angehörige noch dazu meist zu den älteren Jahrgängen gehörten, gab es auch bei der dortigen Radf.Aufkl.Brig. Mängel bei der Ausstattung mit Waffen und Ausrüstung. So forderte allein die Radf.Aufkl.Brig. 120 Maschinengewehre Typ 42 und 1200 Karabiner 43 an. Noch am 12. Juli 1945 siegelte von Berlichingen mit Unterschriftszusatz „Oberst und Kommandeur“ mit einem Dienstsiegel des „Radf.Aufkl.Rgt. Norwegen“.
In Norwegen ging die Brigade in alliierte Kriegsgefangenschaft.
Einziger Kommandeur war seit Regimentsaufstellung Major/Oberstleutnant/Oberst Dittrich von Berlichingen (1911–1981), ein Nachfahre des Götz von Berlichingen.